# 松島基地

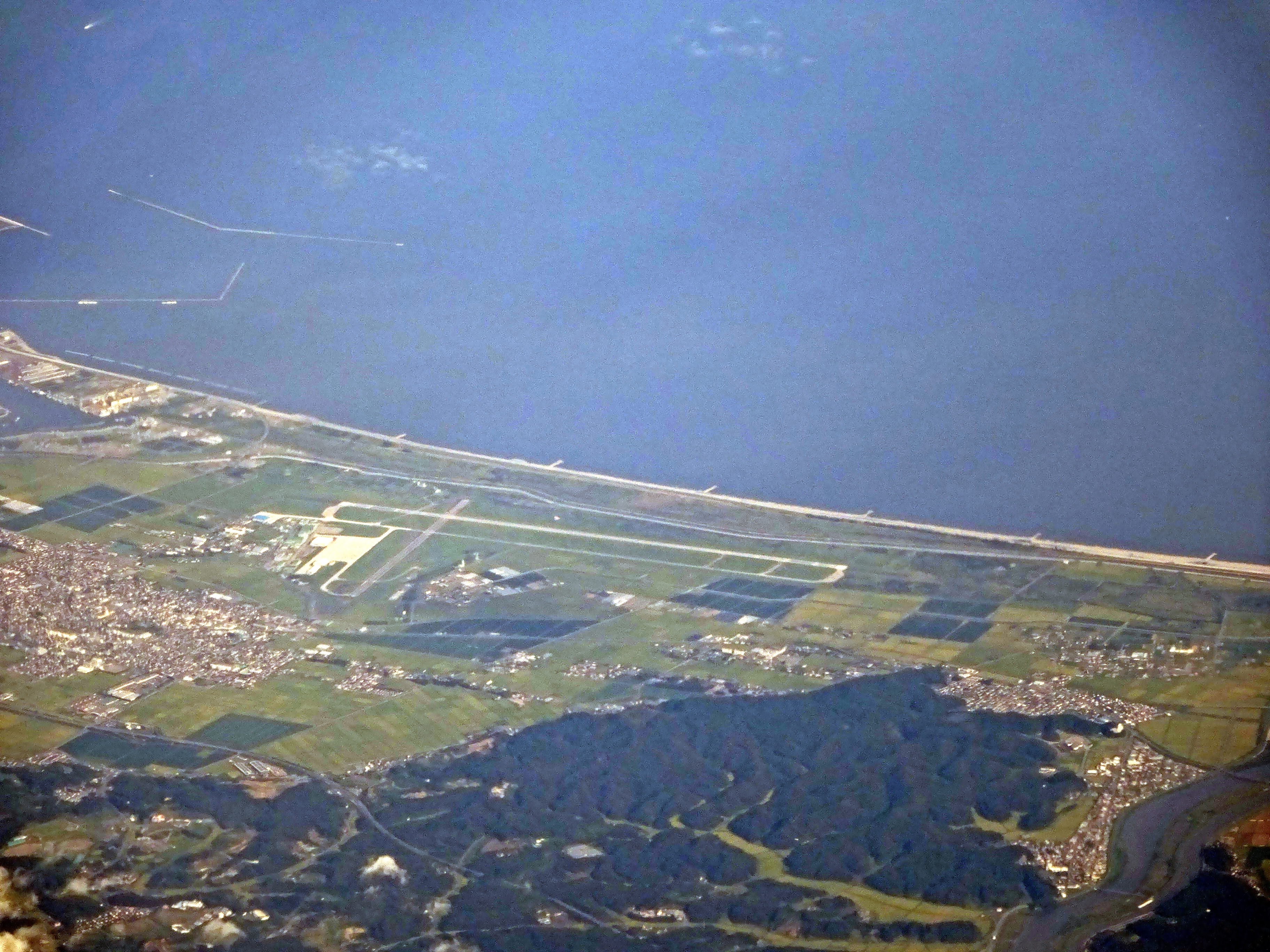
上空から見た松島基地（2021年）

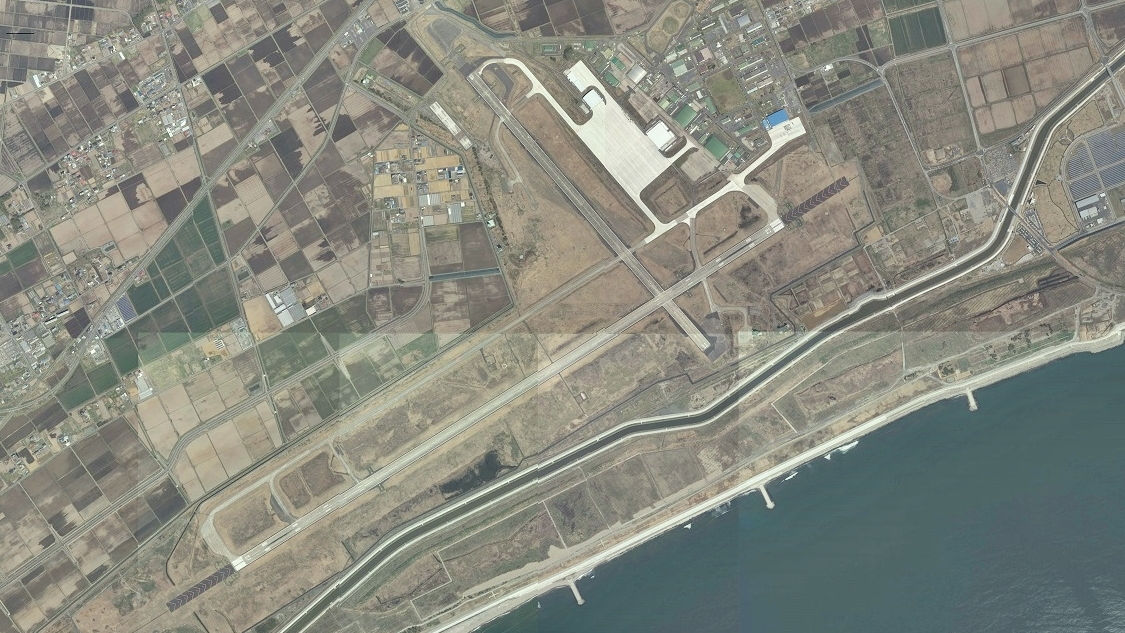
松島飛行場の空中写真（2019年）

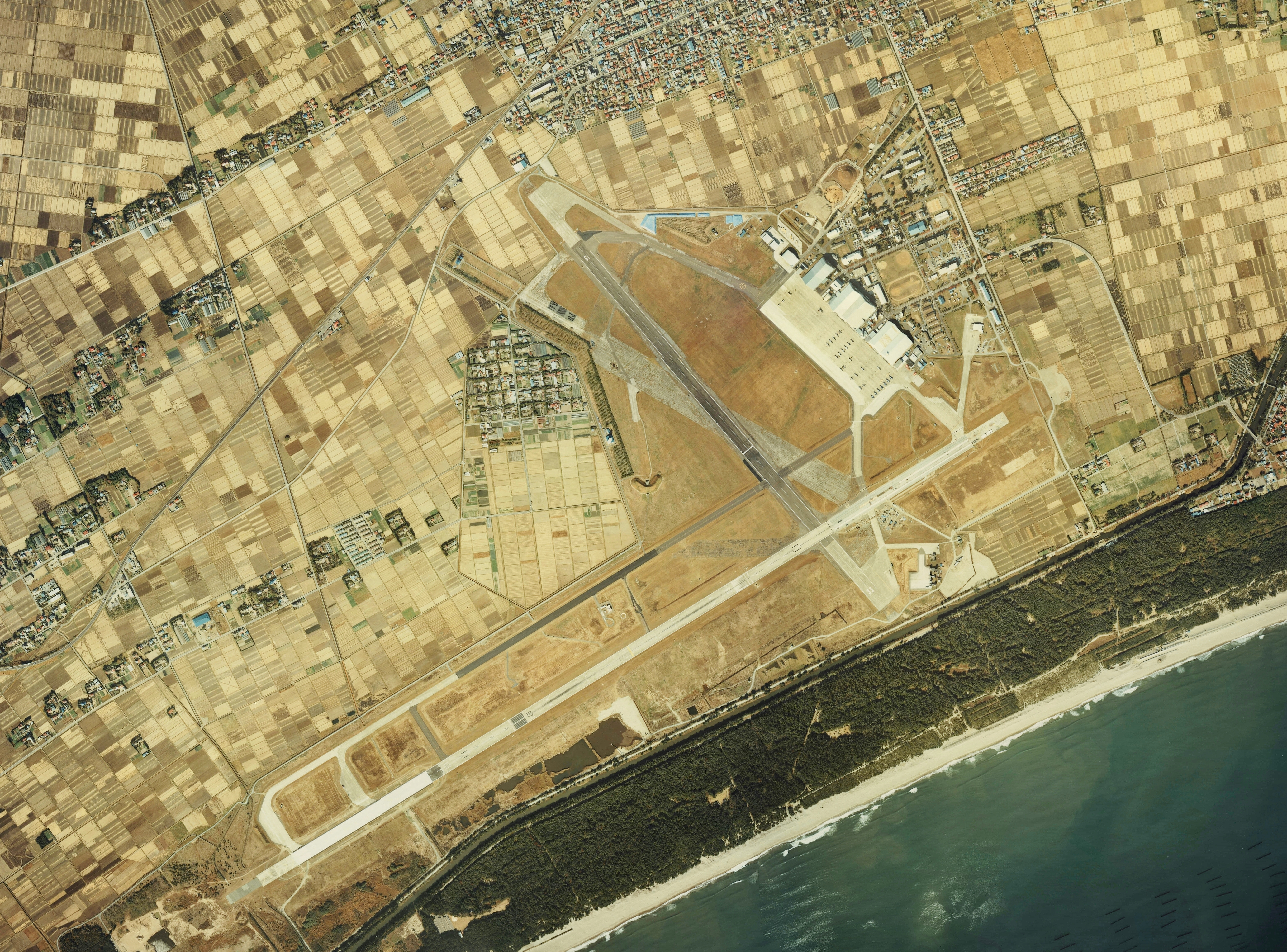
松島基地付近の空中写真。1984年撮影の8枚を合成作成。

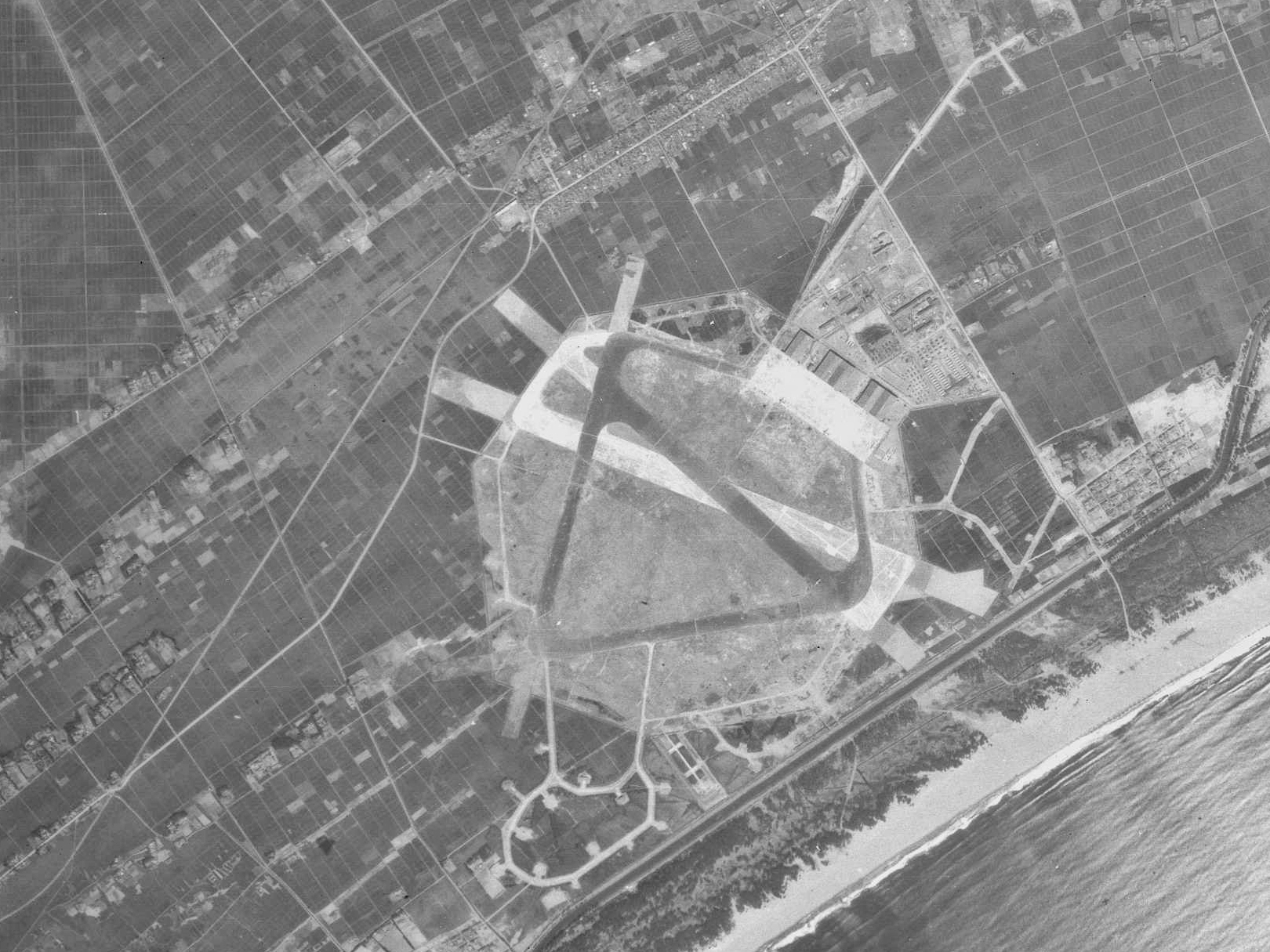
松島飛行場の前身、矢本飛行場の空中写真（1947年）

松島基地（まつしまきち、英: JASDF Matsushima Airbase）は、宮城県東松島市矢本に所在する航空自衛隊の基地（軍用飛行場）。基地司令は第4航空団司令が兼務。
所属する航空部隊はF-2Bの操縦訓練を実施する第21飛行隊（第4航空団隷下）、自衛隊の展示飛行隊である第11飛行隊（ブルーインパルス、第4航空団隷下）、捜索救難を行う松島救難隊（航空救難団隷下）である。
平時は戦闘機部隊が利用することはないが、中国軍およびロシア軍が有する戦闘機の戦闘行動半径外にある地政学的条件を活かして、有事の際は北方からの脅威に襲われる千歳基地や三沢基地を支援する戦略拠点となる。
また、百里基地などの関東地方の各基地と青森県の三沢基地の中間に位置するため、天候不順時に航空機が代替着陸する基地としても使用される。

## 歴史
基地としての歴史は、日本海軍の飛行場、松島海軍航空隊矢本飛行場として始まる。この飛行場の建設は1938年（昭和13年）から始まり、1942年（昭和17年）に竣工した。当時、横須賀海軍建設部の書記官一人が事前連絡なしに当時の鷹来村を訪れ、一方的に飛行場の建設を村の関係者に言い渡したという。完成した飛行場は、幅8メートル延長1550メートルの滑走路3本を持ち、戦闘、補給、管理の諸部隊の兵員約1000名がここに勤務した。基地に配備された機体は、夜間戦闘機「月光」5ないし6機、爆撃機「銀河」50機、一式陸上攻撃機20ないし30機である。また、第二〇一海軍航空隊や第七〇六海軍航空隊などが駐留した。1943年（昭和18年）には、現在の仙石線の前身である宮城電気鉄道の矢本駅から矢本飛行場まで線路が引き込まれ、主に航空燃料の輸送に使用された。松島海軍航空隊は豊橋海軍航空隊および松山海軍航空隊と共に陸攻隊を編成して沖縄戦を戦い、約200名が戦死した。
矢本飛行場は1945年7月の7月14日、7月15日、7月17日の7月空襲があった。終戦前の昭和20年の8月9日と8月10日の爆撃の合計5回にわたってアメリカ軍の空母艦載機による空襲を受けた。アメリカ軍機の接近を察知できなかった飛行場の日本軍機は一方的に破壊された。
終戦後、矢本飛行場はアメリカ軍に接収されて「松島キャンプ」となり、ここにアメリカ軍第11空挺師団の第188連隊が進駐した。この部隊はエアボーンを行う空挺兵の部隊で、いわゆる落下傘部隊である。進駐後、この部隊は松島キャンプで降下訓練を行っていたが、既存の敷地では手狭と考え、飛行場周囲の土地を追加で接収した。また、朝鮮戦争時には陸軍工兵隊の訓練などに使われた。1954年（昭和29年）6月1日に保安隊の臨時松島派遣隊が船岡駐屯地で編成されて、この部隊は翌日に松島キャンプに入った。同年7月に自衛隊の発足に伴って、臨時松島派遣隊は航空自衛隊の部隊となり、アメリカ軍の指導の下で日本人パイロットの養成が始まった。そして1955年（昭和30年）に松島キャンプはアメリカ軍から日本に返還されて松島基地となる。

### 年表
- 1938年（昭和13年） - 工事開始。
- 1942年（昭和17年） - 第1・第2滑走路が完成。
  - 10月21日 - 館山海軍航空隊松島派遣隊が開隊。通商破壊に対抗するための哨戒を任務とした。
- 1943年（昭和18年） - 霞ヶ浦海軍航空隊松島分遣隊が開隊。戦闘機搭乗員教育が行われた。
- 1944年（昭和19年） - 横須賀鎮守府隷下で松島海軍航空隊が開隊。
- 1945年（昭和20年）
  - 3月1日 - 第10航空艦隊・第11連合航空隊に編入され、主に九六式陸上攻撃機および一式陸上攻撃機の中攻搭乗員の実機教育を行った。
  - （7月10日 - 仙台空襲）
  - 7月14日 - 松島基地空襲（1回目）
  - 7月15日 - 松島基地空襲（2回目）
  - 7月17日 - 松島基地空襲（3回目）
  - 8月9日 - 松島基地空襲（4回目）
  - 8月10日 - 松島基地空襲（5回目）
  - 8月15日 - 終戦
  - 9月15日 - 松島海軍航空隊が解隊。
  - 9月以降 - 進駐軍部隊500名が到着し、接収される。
- 1954年（昭和29年）
  - 6月1日 - 米軍から返還。保安隊臨時松島派遣隊が船岡（柴田町）で編成。
  - 6月2日 - 「キャンプ松島」に移動。
  - 6月22日 - T-6G練習機によるパイロット養成開始。
- 1955年（昭和30年）
  - 11月1日 - 第2操縦学校新編。松島基地設置。
- 1957年（昭和32年）
  - 7月31日 - 第2操縦学校、宇都宮基地へ移動。
  - 8月1日 - 第2操縦学校臨時松島訓練隊、（第1航空団）臨時松島派遣隊編成。
  - 12月1日 - 第3航空団編成。
- 1958年（昭和33年）
  - 2月16日 - 臨時松島派遣隊廃止、第4航空団編成完結。操縦者教育の準備に入る。
  - 5月12日 - 第3航空団、小牧基地へ移動。（基地司令は4月24日に交代）
  - 8月1日 - 第2操縦学校臨時松島訓練隊が第2操縦学校第2分校として静浜基地へ移動。（第15飛行教育団として1964年5月31日廃止）
  - 11月25日 - 第5飛行隊が第1航空団から第4航空団隷下に編入される。
- 1959年（昭和34年）
  - 6月1日 - 飛行教育集団発足に伴い、第4航空団が長官直轄から飛行教育集団に隷属替え。
  - 12月1日 - 第5航空団が編成される。
- 1960年（昭和35年）
  - 2月1日 - 第5航空団隷下に第7飛行隊編成[8]。
  - 7月1日 - 第4航空団改編。第5、第7飛行隊を隷下にし、航空総隊中部航空方面隊に編入。戦闘航空団となる。第5航空団は司令部のみ新田原基地へ移動。
- 1961年（昭和36年）
  - 3月1日 - 第4航空団がアラート待機任務開始。
  - 7月15日 - 第7航空団編成完結。第9飛行隊を隷下に[8]。
  - 11月29日 - 偵察航空隊第501飛行隊編成。
- 1962年（昭和37年）
  - 5月15日 - 第7航空団が入間基地へ移動。
  - 6月24日 - 整備員による不法操縦事件が発生し、T-33Aが大破。
  - 8月31日 - 偵察航空隊が入間基地へ移動。
- 1971年（昭和46年）
  - 7月1日 - 第4航空団第5飛行隊閉隊。第1航空団松島派遣隊編成。F-86Fによる教育訓練開始。
  - 7月30日 - 第1航空団松島派遣隊のF-86Fと全日空機が岩手県雫石上空で衝突（全日空機雫石衝突事故）。
- 1972年（昭和47年）
  - 1月17日 - 第1航空団松島派遣隊のT-33Aによるパイロット養成開始。
- 1973年（昭和48年）
  - 8月23日 - 中部航空方面隊より飛行教育集団に編入。第1航空団松島派遣隊を吸収する形でT-33Aによる第35飛行隊が編成。
  - 8月24日 - 第1航空団松島派遣隊廃止。
- 1975年（昭和50年）
  - 3月22日 - T-2初号機受領。
  - 3月31日 - 臨時T-2訓練隊編成[9]。
- 1976年（昭和51年）
  - 3月26日 - 臨時T-2訓練隊が臨時第21飛行隊に改編[9]。
  - 4月1日 - 臨時第21飛行隊でT-2による教育訓練開始[9]。
  - 10月1日 - 第21飛行隊新編[9]。
- 1977年（昭和52年）
  - 6月30日 - 第7飛行隊閉隊[8]。
- 1978年（昭和53年）
  - 4月5日 - T-2装備の第22飛行隊新編[10]。
  - 6月12日 - 宮城県沖地震発生。災害派遣を行う。
- 1982年（昭和57年）
  - 1月12日 - 飛行群第21飛行隊に戦技研究班が新編。
  - 11月14日 - 戦技研究班のT-2が浜松基地での公開飛行中に墜落。乗員1名が殉職、周辺住民12名が負傷。
- 1991年（平成3年）
  - 7月4日 - 戦技研究班のT-2、2機が訓練中に墜落。2名殉職。
- 1995年（平成7年）
  - 12月22日 - 第21飛行隊戦技研究班（T-2ブルーインパルス）が解散、第11飛行隊（T-4ブルーインパルス）が新設。
- 2000年（平成12年）
  - 7月4日 - 第11飛行隊のT-4、2機が訓練からの帰投中に墜落。3名が殉職する。
- 2001年（平成13年）
  - 3月27日 - 第22飛行隊閉隊[11]。
- 2002年（平成14年）
  - 4月1日 - 臨時F-2教育飛行隊編成[12]。
- 2003年（平成15年）
  - 7月26日 - 宮城県北部地震。基地の一部が損傷し、基地内に災害対策本部が設置される。翌日に予定されていた航空祭は中止となった。
- 2004年（平成16年）
  - 3月29日 - 臨時教育F-2飛行隊が第21飛行隊へ改編。T-2からF-2Bへ機種転換。
- 2011年（平成23年）
  - 3月11日 - 東北地方太平洋沖地震（東日本大震災）に伴う津波により冠水、基地機能喪失。
- 2012年（平成24年）
  - 4月19日 - F-2Bによる飛行訓練再開。
- 2013年（平成25年）
  - 3月30日 - 第11飛行隊が帰還。翌3月31日に防衛大臣出席のもと帰還式が開かれた。
- 2016年（平成28年）
  - 3月20日 - 第21飛行隊が帰還。防衛大臣政務官出席のもと帰還式が開かれた[13]。
  - 8月28日 - 東日本大震災後、初のブルーインパルスによる展示飛行が松島基地復興感謝イベントとして行われた。
- 2017年（平成29年）
  - 8月27日 - 「松島基地航空祭」が7年ぶりに完全一般公開として復活、43,000人が来場。

- 2020年（令和2年）

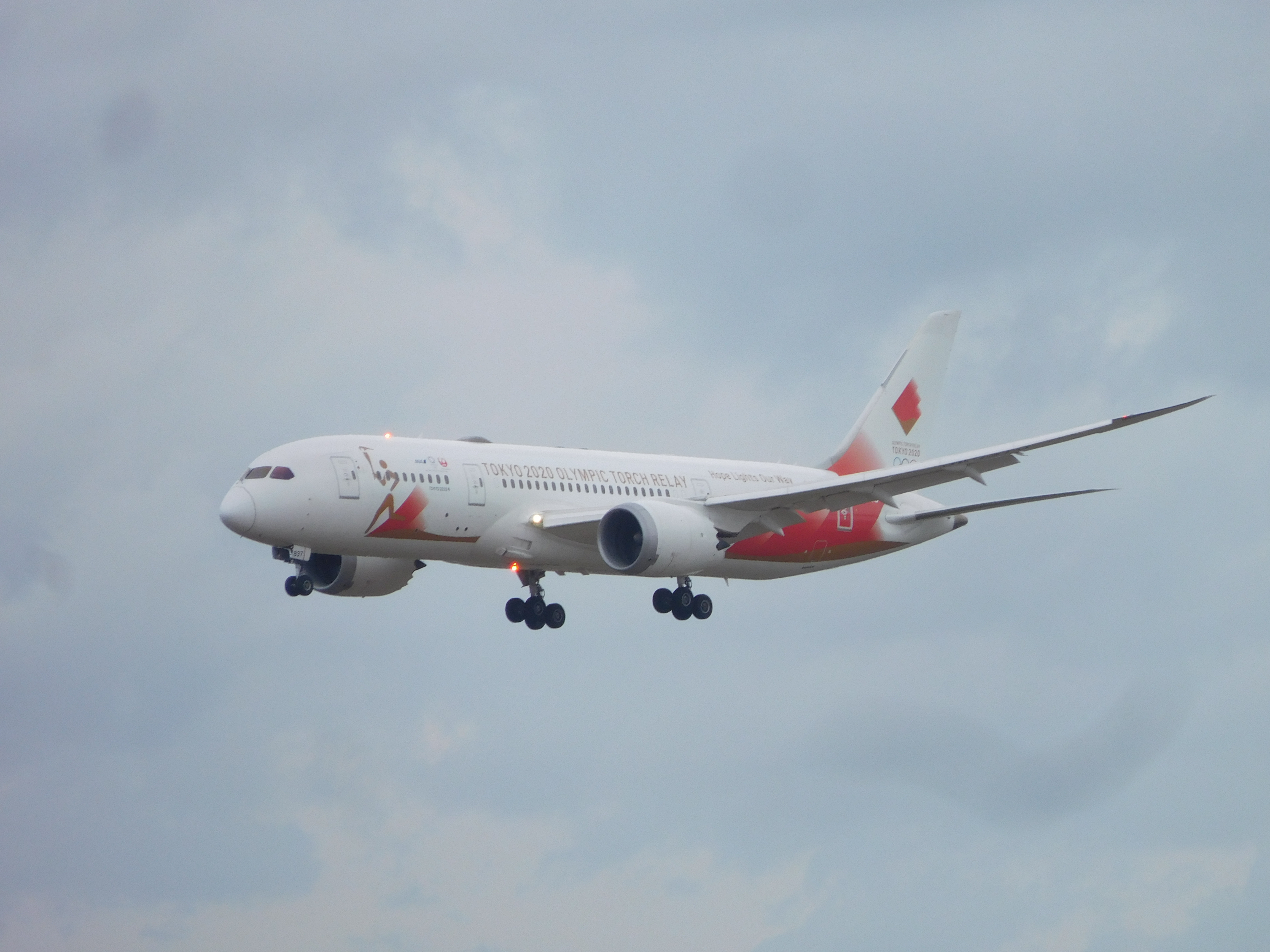
JL2020便として松島基地に着陸した聖火輸送機（日本航空のボーイング787-8）

  - 3月20日 - 2020年東京オリンピックの聖火輸送機として初めて民間機（日本航空 ボーイング787-8/JL2020/JA837J）が着陸。その到着に伴う聖火到着式を記念してブルーインパルスの編隊飛行が実行され[14]、前回1964年の東京オリンピック以来56年ぶりにカラースモークを使用した。

### 東日本大震災

#### 被害
2011年（平成23年）3月11日14時46分頃に東北地方太平洋沖地震（東日本大震災）が発生、東松島市では震度6強を観測。14時50分、宮城県に15時00分に高さ6mの津波が到達するとの気象庁発表。地震発生から約1時間10分後の15時54分頃、基地は高さ2m以上の津波に襲われた。
本来、震度5以上なら直ちに航空機で上空から被害確認にあたるが、天候による視界不良、津波到来の時刻が当初不明だったこと、揺れで捜索機の前輪がずれたこと、激しい余震が予期される中での救難ヘリコプターの離陸は回転翼が機体をたたく危険性があること、滑走路や誘導路に亀裂や断裂が生じている懸念の対策等から津波に襲われるまでに航空機を飛ばすことができず、駐機場および格納庫に駐機していた航空機28機（F-2B戦闘機×18機、T-4練習機×4機、U-125A救難捜索機×2機、UH-60J救難ヘリコプター×4機）全てが水没し、冠水のため基地機能も完全に喪失した（その後、水没した18機のF-2のうち修理可能な機体は13機と判明）。
当時基地で勤務していた隊員約900名は建物屋上に避難し全員無事だったが、休暇中の隊員1名が死亡した。
ブルーインパルスは、震災翌日に予定されていた九州新幹線全線開業の祝賀飛行のため3月10日から福岡県芦屋基地に展開していたため、被害を受けたのは基地に残っていた予備機1機のみであった。

#### 復旧
翌3月12日の夜明けから隊員の手作業により滑走路の復旧に着手、同日午後には他基地から重機が到着し、復旧作業が本格化する一方で、津波被害を免れた2台のトラックを救助活動に向かわせた。
3月15日に滑走路が復旧し（管制レーダーは使用不能）、翌3月16日5時50分にアメリカ空軍第353特殊作戦群所属のMC-130Pが着陸、人員と機材を下ろし臨時の管制機能を開設、これにより松島基地は救援物資の輸送拠点として使用された。
第21飛行隊は、青森県の三沢基地へ移動して三沢移動訓練隊を編成、他部隊のF-2Bを借り受け飛行教育を行う事とした。
2014年（平成26年）3月3日、被災した旧管制塔に代わって建設された新管制塔の運用を開始した。これにより、発災以来、松島基地で活動していた移動管制隊は百里基地に帰還した。また同月、松島救難隊と第11飛行隊（ブルーインパルス）の新格納庫が完成した。
2016年（平成28年）3月に駐機場を4mかさ上げする津波対策工事と新しい格納庫の建設が完了。同月には第21飛行隊が松島基地に帰還した。帰還時は10機（内6機は修理完了機）のF-2Bで部隊を稼働し、残り7機のF-2Bも2017年度中に修理され復帰した。

## 配置部隊

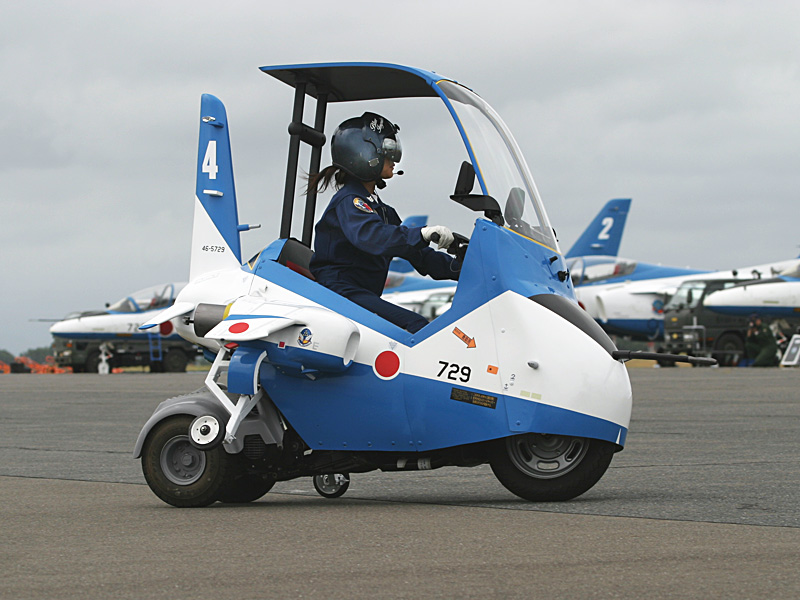
ブルーインパルスジュニア

航空教育集団隷下
- 第4航空団
  - 飛行群
    - 第21飛行隊：F-2B（練習機）、T-4（連絡機）
    - 第11飛行隊（ブルーインパルス）：T-4

  - 整備補給群
  - 基地業務群
    - 第4基地防空隊

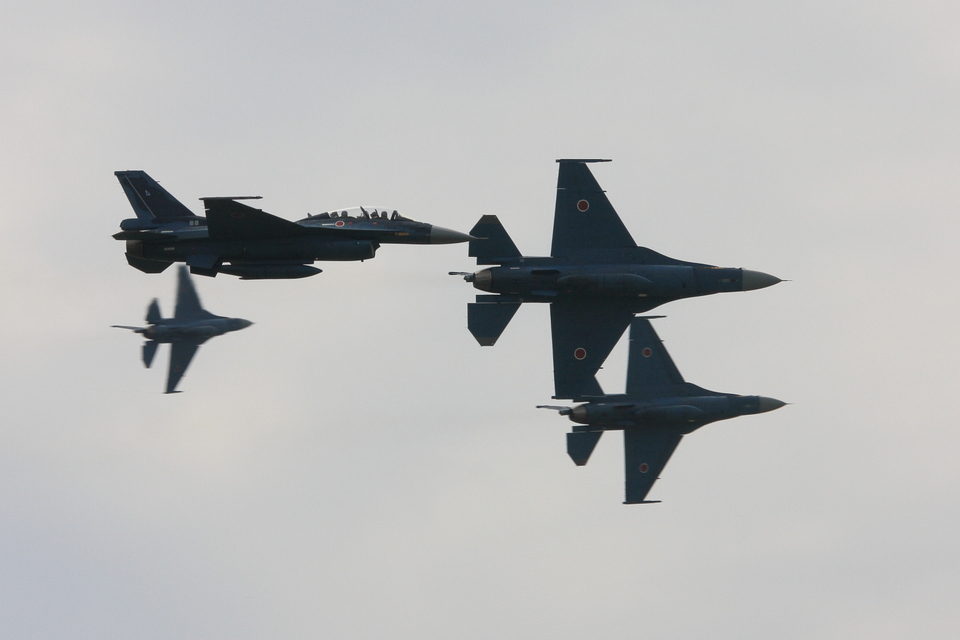
第21飛行隊F-2B支援戦闘機
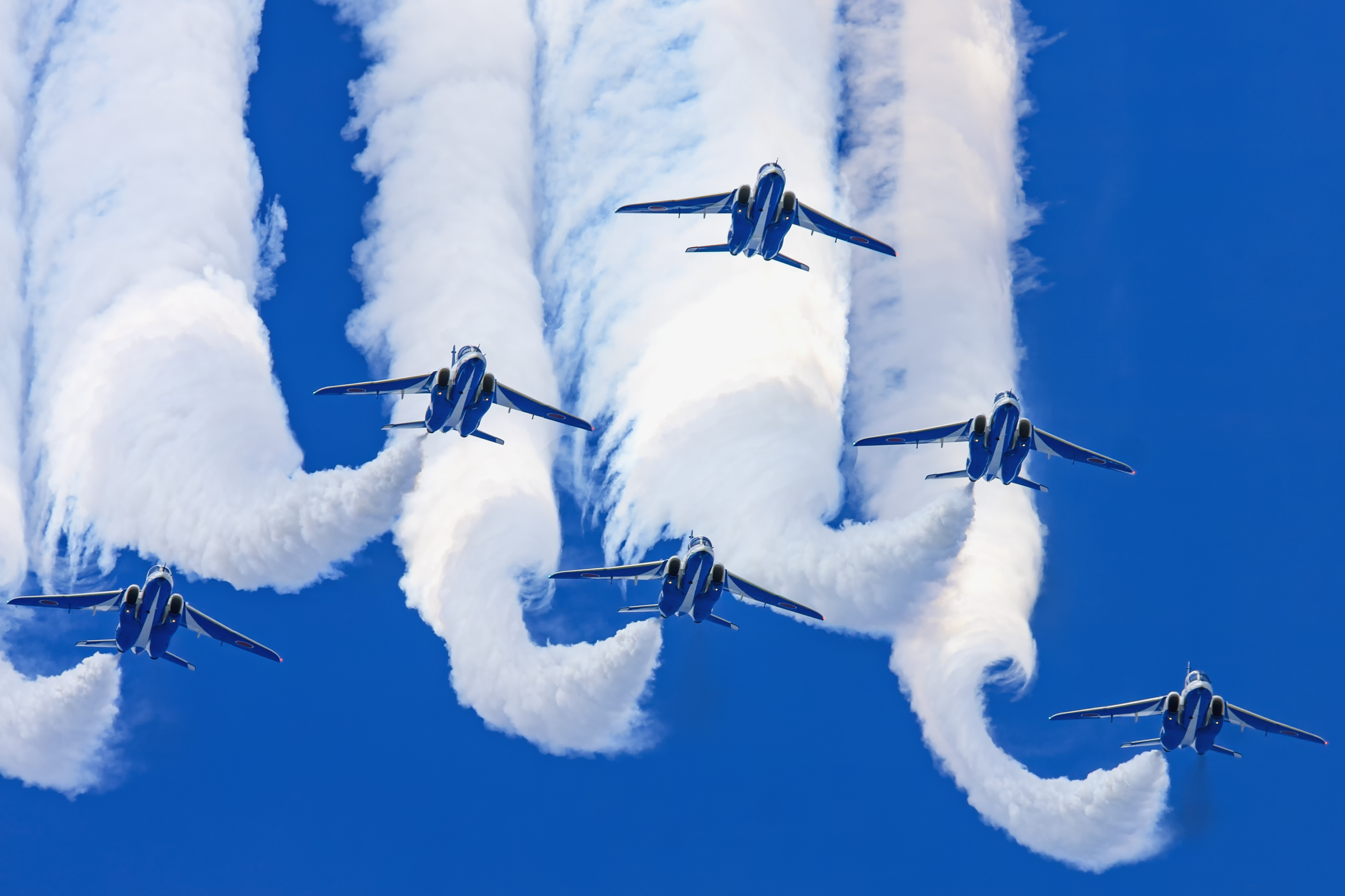
ブルーインパルスT-4練習機

航空総隊隷下
- （航空救難団飛行群）
  - 松島救難隊：U-125A・UH-60J

航空支援集団隷下
- （航空保安管制群）松島管制隊
- （航空気象群）松島気象隊

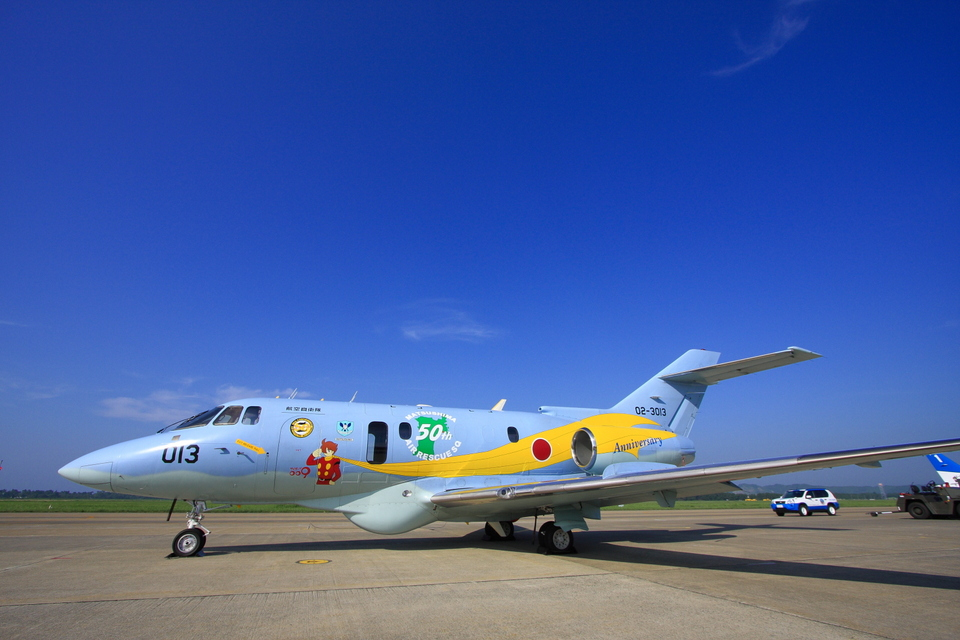
U-125A 松島救難隊創設50周年記念塗装機
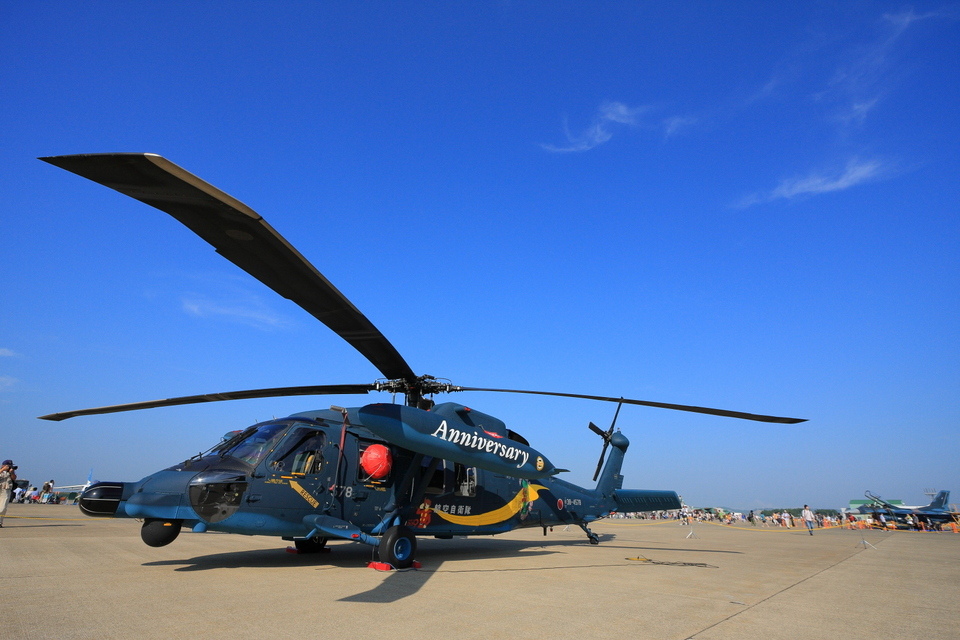
UH-60J 松島救難隊創設50周年記念塗装機

防衛大臣直轄部隊
- （航空警務隊）松島地方警務隊

クラブ活動
- ブルーインパルスジュニア

- ブルーインパルスジュニア

## 航空祭
毎年8月に開催。2006年（平成18年）から基地内駐車場は原則として廃止したため、JR矢本駅などを利用する、公共交通機関での来場を呼びかけていた。ブルーインパルスの展示飛行が催される。2019年開催の航空祭では5万6千人が来場したとされ、東松島市最大のイベントとされる。
2011年以降は東日本大震災の影響により開催されていなかったが、2016年8月28日、事前公募9,000名と特別招待1,000名の計1万名に限定した「復興感謝イベント」を開催。ブルーインパルスの展示飛行が本拠地にて約6年ぶりに行われた。
2020年および2021年は、新型コロナウイルス感染症の世界的流行を受けて中止されていたが、2022年は入場を応募制にした上での開催となった。

## 事故等
- 1956年（昭和31年）6月26日 - 宮城県栗原郡若柳町（現：栗原市若柳）上空で訓練中のT-64機のうち2機が空中接触し、それぞれ若柳町、迫町に墜落。両機の乗員1名が死亡（計2名）した。同地には死亡した教官2名の慰霊碑が有る。
- 1958年（昭和33年）5月21日 - 宮城県遠田郡田尻町（現：大崎市田尻）の水田に訓練中のT-61機が墜落。乗員1名が死亡した。同地には1983年に田尻町民によって建てられた顕彰碑が有る。
- 1960年（昭和35年）12月13日 - 宮城県涌谷町に訓練中の松島基地所属F-86F1機が墜落。乗員1名が死亡した。
- 1962年（昭和37年）6月12日 - 宮城県牡鹿郡上空で松島基地所属F-86F2機が空中接触し墜落。両機とも乗員は脱出し無事であった。
- 1968年（昭和43年）1月17日 - 訓練中のF-86F1機が田代峠に墜落。乗員1名が死亡した。
- 1971年（昭和46年）7月30日 - 岩手県雫石町上空で松島基地所属のF-86F戦闘機と全日本空輸（ANA)58便（機材：ボーイング727-200）が衝突し全日空機の乗客155名と乗員7名の計162名の全員が死亡した。自衛隊機側の乗員は脱出して無事であった。

- 1977年（昭和52年）8月31日 - 地上のT-2高等練習機から誤って座席が射出。パラシュートが開かず教官1名が死亡した。
- 2000年（平成12年）
  - 3月22日 - 松島基地所属のT-2高等練習機1機が宮城県牡鹿郡女川町の山林に墜落。乗員1名が死亡した。
  - 7月4日 - コーク・スクリューの訓練を行った後に帰投する予定であったT-4ブルーインパルス仕様機5・6番機が無線交信の直後に牡鹿町（当時）の山中に墜落した。事故当日は悪天候であったため、救難機が捜索するも発見出来ず、翌日になって事故機・パイロットの遺体は発見された。パイロット3名が殉職・T-4を2機失うという、ブルーインパルス史上、最大の惨事となった。
- 2003年（平成15年）7月26日 - 宮城県北部（鳴瀬町、矢本町、河南町周辺）を震源とした、震度5弱～震度6強の地震（宮城県北部地震）が連続して発生した。この地震の影響により松島基地内も一部が損傷し、翌7月27日（日）に松島基地航空祭が予定されていたが中止になった。基地内に設けられていた「航空祭対策本部」を「災害対策本部」に替え、同基地所属の松島救難隊が情報収集に緊急発進した。しかし航空祭が中止になった事を知らずに多くの人が基地を訪れてしまい、基地正面門前や最寄り駅に隊員を派遣して、「航空祭は中止になりました」との呼びかけや対応を行った。
- 2014年（平成26年）1月29日 - 金華山沖の練習空域でT-4ブルーインパルス仕様機2機が訓練中に空中で接触。松島基地に緊急着陸し乗員は無事だった。